# 진달

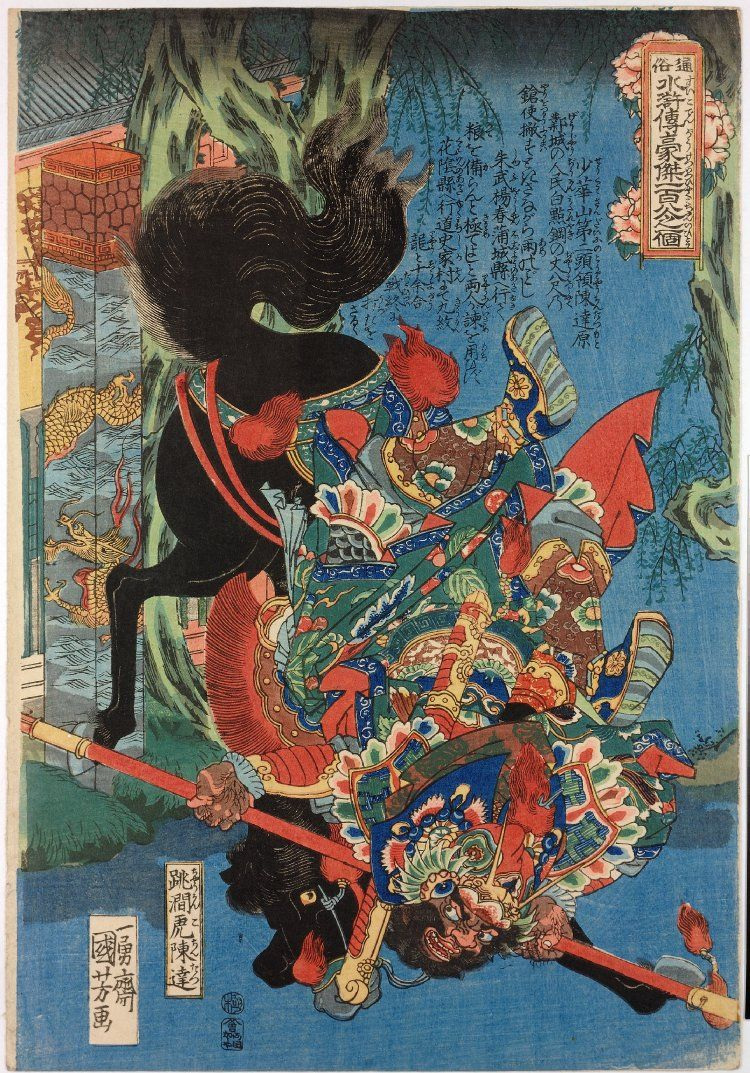

진달(陳達)은 중국의 사대기서(四大奇書) 중 하나인 《수호전》(水滸傳)에 등장하는 인물로, 108성 중 72위이자 지살성(地煞星)의 지주성(地周星)에 해당한다. '협곡을 뛰어다니는 호랑이'라는 의미의 도간호(跳間虎)라는 별호로 불리며, 점강창(點鋼槍)의 명수이다.

## 생애
주무(朱武), 양춘(楊春)과 의형제를 맺은 뒤 소화산(少華山)의 산적 노릇을 했으며, 사가촌(史家村)을 습격했으나 사가촌에 있는 사진(史進)과 일대일 승부 끝에 붙잡혔다. 이후 주무의 작전으로 인해 석방되었으며, 이들의 의협심에 반한 사진과 친하게 지냈다. 하지만 이들의 친분이 관원에게 발각되어 결국 관원들과 한바탕 싸움을 벌였으며, 이후 주무, 양춘과 함께 사진을 두령으로 삼으려 했으나 사진은 이를 거부하고 방랑의 길에 나섰다.
그 뒤 전국 방랑을 끝내고 다시 돌아온 사진을 두령으로 맞아들였으며, 이후 사진에게 양산박(梁山泊) 합류를 권유하러 온 노지심(魯智深)과 만났다. 하지만 사진은 화주(華州)의 태수(太守)에게 붙잡혀 있어서 노지심 등 양산박의 호걸들과 함께 사진을 구출했으며, 이후 사진, 주무, 양춘과 함께 양산박으로 들어갔다.
108성 집결 이후에는 기병군(騎兵軍) 소표장(小彪將) 겸 척후(斥候) 중 한 명으로 임명되었으며, 방랍(方臘)의 난 토벌 도중 방만춘의 복병에 의해 전사했다.